# Liên minh đấu tranh vũ trang
Związek Walki Zbrojnej (viết tắt: ZWZ; Union of Armed Struggle; còn được dịch là Liên minh Đấu tranh Vũ trang, Hiệp hội Đấu tranh Vũ trang) là một đội quân ngầm được thành lập ở Ba Lan sau cuộc xâm lược vào tháng 9 năm 1939 của Đức và Liên Xô mở ra Thế chiến II. Nó tồn tại từ ngày 13 tháng 11 năm 1939 cho đến ngày 14 tháng 2 năm 1942, khi nó được đổi tên thành Quân đội Nhà (Armia Krajowa, AK).
ZWZ được thành lập từ một tổ chức trước đó, Dịch vụ cho Chiến thắng của Ba Lan (SZP). Vào tháng 1 năm 1940, nó được chia thành hai phần:
- các khu vực dưới sự chiếm đóng của Đức - do Đại tá Stefan Rowecki chỉ huy, có trụ sở chính tại Warsaw;
- các khu vực dưới sự chiếm đóng của Liên Xô - do Tướng Michał Karaszewicz-Tokarzewski chỉ huy, có trụ sở chính tại Lwów.

Về mặt hình thức, ZWZ được chỉ đạo từ Paris, bởi Tướng Kazimierz Sosnkowski (danh tính Jozef Godziemba), người sau thất bại của Ba Lan đã trốn sang Pháp qua Hungary. Tuy nhiên, do những vấn đề thực tế, sự kiểm soát của Sosnkowski đối với tổ chức rất hạn chế. Chỉ thị của Tướng Sosnkowski, trong đó ông ra lệnh cho cấp dưới của mình thành lập các chi nhánh khu vực của ZWZ, được đưa đến Warsaw vào ngày 4 tháng 12 năm 1939. Theo Sosnkowski, ZWZ được cho là một tổ chức quân sự quốc gia, không tính đến sự khác biệt chính trị và cấp bậc xã hội. Hơn nữa, ý tưởng về một cuộc nổi dậy toàn quốc vào thời điểm các đơn vị Ba Lan gia nhập chính quy đã được đưa ra bởi Sosnkowski và các nhân viên của ông.
Sau khi nước Pháp sụp đổ, vào ngày 18 tháng 6 năm 1940, Tướng Wladyslaw Sikorski bổ nhiệm Đại tá Stefan Rowecki làm phó của mình, có quyền đưa ra các quyết định khẩn cấp mà không cần sự đồng ý của chính phủ Ba Lan lưu vong. Sikorski kêu gọi Rowecki hợp tác chặt chẽ với các nhà lãnh đạo của các đảng phái chính trị, được tập hợp trong Ủy ban Hiệp thương Chính trị. Trụ sở chính của ZWZ chính thức thuộc quyền của chính phủ Ba Lan ở London, nhưng trên thực tế, quyền lực quân sự nằm trong tay các sĩ quan ở lại đất nước bị chiếm đóng, và có kiến thức tốt về thực tế của Ba Lan do Đức Quốc xã và Liên Xô kiểm soát.
Sau vụ bắt giữ Tướng Michal Tokarzewski - Karaszewicz, người bị NKVD bắt trên đường từ Warsaw đến Lwow, ZWZ ở miền Đông Ba Lan không còn một thủ lĩnh. Sau Chiến dịch Barbarossa, toàn bộ lãnh thổ của Cộng hòa Ba Lan thứ hai bị Đức chiếm đóng.